# زنجره آسیابان
زنجره آسیابان (با نام‌های نانوای آردی یا آسیابان آردی نیز شناخته می‌شود و تا سال ۲۰۰۳ با نام علمی: Abricta curvicosta تعریف می‌گردید) گونه‌ای است از خانواده زنجره که از شناخته‌شده‌ترین حشرات در استرالیا به‌شمار می‌روند. این گونه بومی سواحل شرق این کشور می‌باشد. زنجره آسیابان در سال ۱۸۳۴ میلادی توسط ارنست فریدریخ گرمار توصیف علمی گردید. تا سال ۲۰۱۴ زنجره آسیابان تنها گونه شناخته شده سرده (Aleeta) می‌باشد.
ظاهر حشره و صدای آواز بلندش، آن را در نزد کودکان به یک حشره محبوب تبدیل کرده‌است. نام علمی سردهٔ زنجرهٔ آسیابان و همچنین نام عمومی آن، از بدن و بندهای آردی شکل و سفید بزرگسالان این گونه مشتق شده‌است. رنگ بدن و چشم‌های زنجرهٔ آسیابان معمولاً قهوه‌ای است. در بدن حشره، الگوها و شکل‌هایی با طیف بسیار ملایم، شامل خطوط کم‌رنگ در طول خط میانی پیش‌سینه، دیده می‌شود. بال‌های جلویی دارای خال‌هایی با رنگ قهوه‌ای تیره و قابل تشخیص هستند که در رئوس زوایایی از تکه‌های سه‌گوشی شکل، قرار گرفته‌اند و جمعاً در هر بال ۲ عدد می‌باشند. شرایط جغرافیایی یکی از کمیت‌هایی است که در اندازهٔ زنجره‌های آسیابان نقش تعیین‌کننده دارد، آن دسته از زنجره‌هایی که در مناطق پرباران زندگی می‌کنند از جثه بزرگتری برخوردارتر هستند. در این گونه عموماً جنس ماده درشت تر از جنس نر است. نرها دارای اندام تناسلی به شکلی مشخص و نمایان هستند و صدای آوازشان بلند، پیچیده و مرکب است. آواز نرها به وسیله حرکت خمشی متناوب دهلک‌های دنده‌دنده حشره تولید می‌شود که این صدا با کیسه‌های هوایی شکم زنجره افزایش پیدا می‌کند.
زنجره‌های آسیابان زندگی غیراجتماعی دارند و کم‌تعداد و کم‌تراکم دیده شده‌اند. آن‌ها در مدت زمانی ۳ ماه، سر از خاک بیرون می‌زنند که این دوره زمانی از اواخر نوامبر (اوایل آذر) تا اواخر فوریه (اوایل اسفند) طول می‌کشد و می‌تواند تا ماه مه ادامه داشته باشد. زنجره‌های آسیابان در میان انواع مختلف درختان رؤیت شده‌اند ولی آن‌ها بیشتر ترجیح می‌دهند در کنار درختان سرده پوست کاغذی زندگی کنند. زنجره‌های آسیابان قدرت پروازی نسبتاً پایینی دارند و توسط زنبور زنجره‌کش استرالیایی و انواع گوناگون پرندگان شکار می‌شوند. یک نوع بیماری قارچی مخصوص زنجره‌های آسیابان وجود دارد که مرضی هلاک‌کننده برای آن‌ها محسوب می‌شود.

## آرایه‌شناسی زیستی

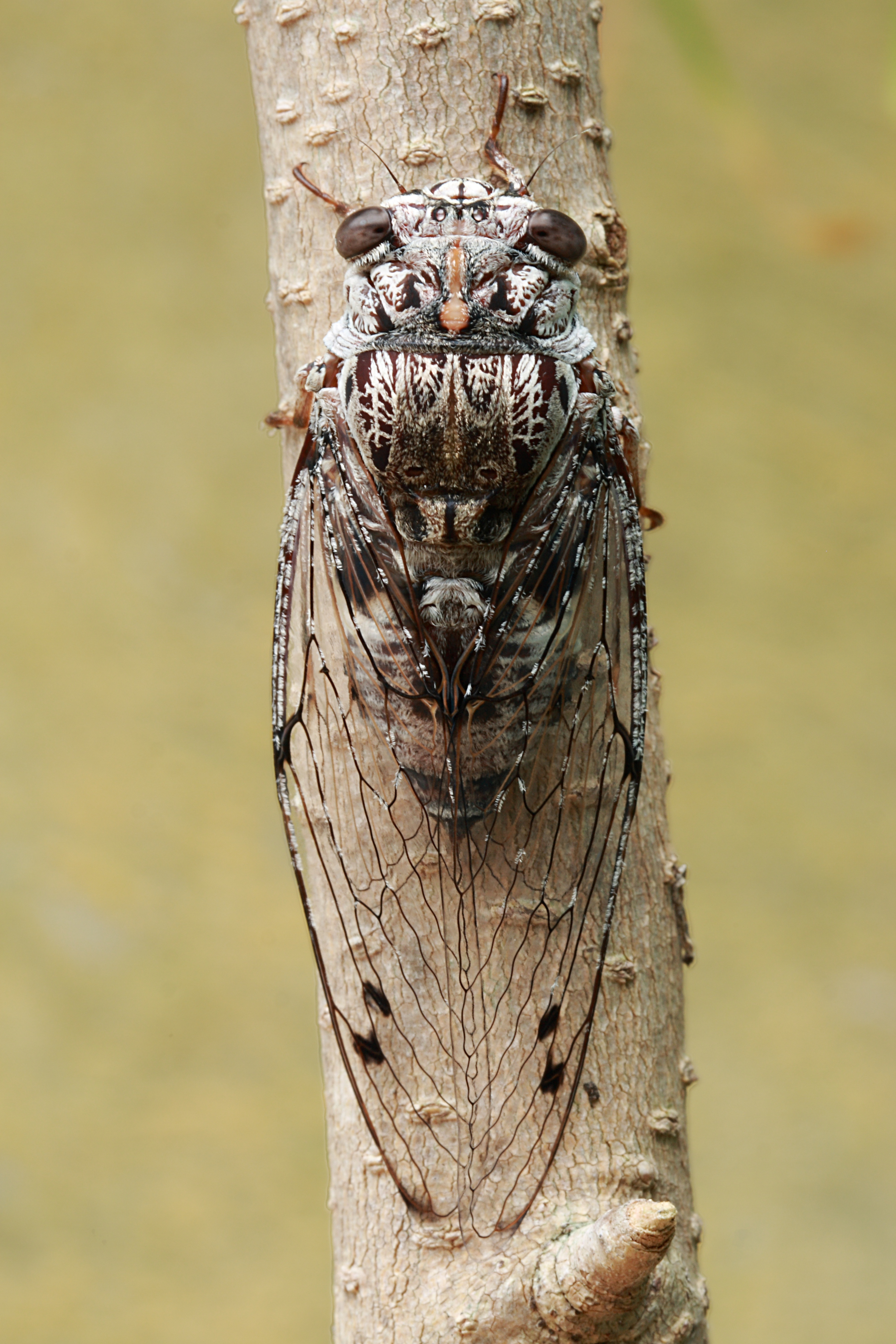
زنجیره آسیابان

در سال ۱۸۳۴ ارنست فریدریخ گرمار دانشمند علوم طبیعی اهل آلمان، زنجره آسیابان را با نام علمی Cicada curvicosta توصیف کرد. گرمار توصیف علمی خود را بر اساس دو نمونه که امروزه در موزه تاریخ طبیعی دانشگاه آکسفورد نگهداری می‌شود، قرار داد اما وی یک نوع از نمونه‌ها را که مکان دقیق آن‌ها ثبت نشده بود، در توصیف علمی خود لحاظ نکرد. در سال ۲۰۰۳، یکی از نمونه‌های اصلی به عنوان مونه‌گزین و دیگری به عنوان هم‌گزین در نظر گرفته شدند.
در سال ۱۸۶۶ حشره‌شناس سوئدی کارل استال، نام سرده را آبریکتا نهاد. این سرده همچنین یک زیرسرده برای سرده تیبیسن یا یک سرده در جای حقیقی خود محسوب می‌شد؛ بنابراین این گونه تا سال ۱۹۰۶ با نام علمی Tibicen curvicostus و Tibicen curvicostus شناخته می‌شد. در سال ۱۸۳۵ ژان بابتیسته بویسدوال دو نمونه جمع‌آوری شده از بندرگاه جکسون را تحت عنوان Cicada tephrogaster (بعداً Tibicen tephrogaster) توصیف علمی کرد. این دو نام علمی برای مدت‌ها مترادف فرعی به‌شمار می‌رفتند. اگرچه یک بازبینی در آرایه‌شناسی سرده در سال ۲۰۰۳ ثابت کرد که سرده آبریکتا سرده مستقل محسوب می‌شود و اعضایی که زیستگاهشان استرالیا است به سرده‌های دیگر منتقل شدند. ماکسول سیدنی مولدز با تحقیقات و تحلیل‌هایی که در زمینه ریخت‌شناسی سرده انجام داد به این نتیجه رسید زنجره‌ها به صورت طبیعی به کلادهایی تقسیم می‌شوند که ملاک این تفکیک‌پذیری بستگی به بومگاه و منطقه جغرافیایی آن‌ها دارد. از میان ۱۵ گونه استرالیایی، زنجره آسیابان قدیمی‌ترین شاخه منشعب شده بود. نتایج انتشار نیافته، اختلاف ژنی زنجره آسیابان با ۱۴ گونه دیگر را تصدیق کرد و همچنین این گونه را در سرده تک عضوی جدیدی با نام Aleeta قرار داد. این در حالی بود که باقی‌مانده گونه‌ها در سرده زنجره‌های فشنگی (Tryella) قرار گرفتند. ناهمگونی ریخت‌شناسی و تفاوت‌های ساختاری بین سرده Aleeta و Tryella بر دو عامل استوار است. مترادف A. curvicosta (زنجره آسیابان) دارای بال پیشین بزرگتری است که اندازه آن به ندرت کمتر از ۳٬۲ سانتی‌متر و غالباً بیشتر از ۴ سانتی‌متر می‌باشد، این در حالی است که در سرده Tryella این میزان مطلقاً از ۳٬۲ سانتی‌متر تجاوز نمی‌کند. حالت اندام جنسی نر در سرده Aleeta رو به سمت پایین پیچش دارد ولی در سرده Tryella جهت رو به بالا است. نام Aleeta از واژه یونانی aleton به معنای آرد مشتق شده‌است.
نانوای آردی بزرگ یکی از نام‌های شناخته شده زنجره آسیابان است، این نام از ظاهر این حشره گرفته شده‌است، زیرا گویا بر روی بدن زنجره آسیابان آرد پاشیده شده‌است. هر دو واژه محلی نانوا (baker) و آسیایان (miller) قبل از سال ۱۸۶۰ میلادی مورد استفاده قرار می‌گرفتند.